# العلاقات السويدية الكرواتية
العلاقات السويدية الكرواتية هي العلاقات الثنائية التي تجمع بين السويد وكرواتيا.

## مقارنة بين البلدين
هذه مقارنة عامة ومرجعية للدولتين:
| وجه المقارنة                                              | السويد                                                                               | كرواتيا                                                  |
| --------------------------------------------------------- | ------------------------------------------------------------------------------------ | -------------------------------------------------------- |
| المساحة (كم2)                                             | 450.30 ألف                                                                           | 56.59 ألف                                                |
| عدد السكان (نسمة)                                         | 10.16 مليون                                                                          | 4.11 مليون                                               |
| الكثافة السكانية (ن./كم²)                                 | 22.56                                                                                | 72.63                                                    |
| العاصمة                                                   | ستوكهولم                                                                             | زغرب                                                     |
| اللغة الرسمية                                             | اللغة السويدية، لغات السامي، اللغة الفنلندية، منكيلي، اللغة الرومنية، اللغة اليديشية | اللغة الكرواتية                                          |
| العملة                                                    | كرونة سويدية                                                                         | كونا كرواتية                                             |
| الناتج المحلي الإجمالي (بليون دولار)                      | 538.04 مليار                                                                         | 54.85 مليار                                              |
| الناتج المحلي الإجمالي (تعادل القوة الشرائية) بليون دولار | 469.01 مليار                                                                         | 94.64 مليار                                              |
| الناتج المحلي الإجمالي الاسمي للفرد دولار أمريكي          | 50.58 ألف                                                                            | 11.54 ألف                                                |
| الناتج المحلي الإجمالي للفرد دولار أمريكي                 | 45.30 ألف                                                                            | 21.64 ألف                                                |
| مؤشر التنمية البشرية                                      | 0.907                                                                                | 0.818                                                    |
| رمز المكالمات الدولي                                      | +46                                                                                  | +385                                                     |
| رمز الإنترنت                                              | .se                                                                                  | .hr                                                      |
| المنطقة الزمنية                                           | توقيت وسط أوروبا، ت ع م+01:00، ت ع م+02:00، أوروبا/ستوكهولم ‏                         | توقيت وسط أوروبا، ت ع م+01:00، ت ع م+02:00، أوروبا/زغرب ‏ |

## مدن متوأمة
في ما يلي قائمة باتفاقيات التوأمة بين مدن سويدية وكرواتية:
- ترتبط بلدية هيلسينجبورج مع دوبروفنيك باتفاقية توأمة منذ 2005.[15][16]

## منظمات دولية مشتركة
يشترك البلدان في عضوية مجموعة من المنظمات الدولية، منها:
| علم المنظمة | اسم المنظمة                               | تاريخ انضمام السويد | تاريخ انضمام كرواتيا |
| ----------- | ----------------------------------------- | ------------------- | -------------------- |
|             | الاتحاد الأوروبي                          | 1995                | 1 يوليو 2013         |
|             | وكالة ضمان الاستثمار متعدد الأطراف        | 12 أبريل 1988       | 19 مارس 1993         |
|             | الأمم المتحدة                             | 19 نوفمبر 1946      | 22 مايو 1992         |
|             | الفريق المعني برصد الأرض                  | ?                   | ?                    |
|             | مركز تنسيق الحركة في أوروبا ‏              | ?                   | ?                    |
|             | منظمة حظر الأسلحة الكيميائية              | ?                   | ?                    |
|             | منظمة التجارة العالمية                    | 1995                | ?                    |
|             | منظمة الشرطة الجنائية الدولية             | ?                   | ?                    |
|             | منظمة الأمن والتعاون في أوروبا            | 25 يونيو 1973       | 24 مارس 1992         |
|             | مؤسسة التنمية الدولية                     | 24 سبتمبر 1960      | 25 فبراير 1993       |
|             | يونسكو                                    | 23 يناير 1950       | 1 يونيو 1992         |
|             | مجلس أوروبا                               | ?                   | ?                    |
|             | الاتحاد البريدي العالمي                   | ?                   | ?                    |
|             | البنك الدولي للإنشاء والتعمير             | 31 أغسطس 1951       | 25 فبراير 1993       |
|             | اتفاقية السماوات المفتوحة                 | ?                   | ?                    |
|             | المنظمة الهيدروغرافية الدولية             | ?                   | ?                    |
|             | الاتحاد الدولي للاتصالات                  | 1866                | 3 يونيو 1992         |
|             | مؤسسة التمويل الدولية                     | 20 يوليو 1956       | 25 فبراير 1993       |
|             | المنظمة الأوروبية لسلامة الملاحة الجوية   | 1995                | 1997                 |
|             | المركز الدولي لتسوية المنازعات الاستشارية | 28 يناير 1967       | 22 أكتوبر 1998       |
|             | مجموعة أستراليا                           | 1991                | 2007                 |
|             | مجموعة الموردين النوويين                  | ?                   | ?                    |

## أعلام
هذه قائمة لبعض الشخصيات التي تربطها علاقات بالبلدين:
- أماندا كورتوفيتش (لاعبة كرة يد نرويجية، 25 يوليو 1991 – )
- برانيمير هرغوتا (لاعب كرة قدم سويدي، 12 يناير 1993[26] – )
- تيدي لوشيتش (لاعب كرة قدم سويدي، 15 أبريل 1973[27] – )
- رادي بريكا (لاعب كرة قدم سويدي، 30 يونيو 1980[28] – )
- روبين سيموفيتش (لاعب كرة قدم سويدي، 29 مايو 1991[29] – )
- زلاتان إبراهيموفيتش (لاعب كرة قدم سويدي، 3 أكتوبر 1981[30][31] – )
- فيليب بربيك (لاعب كرة مضرب سويدي، 26 مايو 1982 – )
- فيليب بينكو (ممثل سويدي، 4 مارس 1986 – )
- كريستير ليبوفاك (لاعب كرة قدم سويدي، 7 مارس 1996[32] – )

## وصلات خارجية
- موقع وزارة الخارجية السويدية
- موقع وزارة الخارجية الكرواتية